# Too Close to Touch
Too Close to Touch fue una banda estadounidense de post-hardcore formado en Lexington, Kentucky en 2013.

## Historia
En una entrevista con la revista Highlight, el guitarrista Mason Marble declaró que aunque la banda comenzó a tocar junta en 2012, él y el baterista Kenny Downey habían estado tocando juntos desde 2008. "Kenny y yo hemos estado tocando juntos durante unos siete años. Acabamos de Empezamos a tocar en su sótano, algo así como improvisación. Con el tiempo, empezamos a empezar a construir canciones, y fue entonces cuando decidimos buscar gente para formar una banda. Teníamos un grupo de personas diferentes que iban y venían, y Kenny y Simplemente continuaría. Finalmente conocimos a Travis. Comenzamos a jugar con él constantemente. Luego, a través de amigos en común, nos pusimos en contacto con Keaton, que vivía a cuatro horas de distancia en ese momento... Entonces, Thomas realmente nos buscó. Estaba buscando bandas en el área después de mudarse de Tucson, Arizona a Kentucky, así que lo llevamos a Lexington un fin de semana al estudio para ver qué estaba pasando. Todo encajó".
La banda había estado comprando el disco con varios sellos antes de finalmente firmar con Epitaph Records en 2014. Su debut en el sello, el EP homónimo Too Close to Touch, se lanzó digitalmente el 21 de octubre de 2014. Tras su lanzamiento, recibió críticas generalmente positivas. revisiones. La banda apoyó a Emarosa en su gira de lanzamiento de CD junto a PVRIS y Sink the Ship.
La banda trabajó con el productor Erik Ron en su debut de larga duración, Nerve Endings.
Desde el lanzamiento del álbum, la banda ha realizado numerosas giras de apoyo. En marzo de 2015 acompañaron a I Prevail en su The Heart vs Mind Tour con Chasing Safety. Ese verano, apoyaron a I the Mighty en su Connector Tour con sus compañeros teloneros Hail the Sun. En noviembre de 2015, la banda apoyó a Hands Like Houses en la etapa norteamericana de su gira Dissonants.
La banda lanzó una nueva canción "Heavy Hearts" para descarga gratuita el 12 de febrero de 2016. Más tarde ese mes, se embarcaron en una gira con Secrets en su gira Everything That Got Us Here.
El 18 de julio, la banda anunció que su segundo álbum, Haven't Been Myself, se lanzaría el 23 de septiembre. El sencillo principal del álbum, "What I Wish I Could Forget", se lanzó ese mismo día, junto con un vídeo musical que lo acompaña.
El 1 de junio de 2017, se anunció que la banda participaría en la serie recopilatoria de Fearless Records Punk Goes Pop Vol. 7. También se anunció que la banda cubriría la exitosa canción de Martin Garrix y Bebe Rexha "In the Name of Love" para la compilación. El álbum y la canción fueron lanzados a través de Fearless el 14 de julio de 2017.
El 17 de abril de 2018, la banda emitió un comunicado confirmando que se habían separado del guitarrista principal Thomas Kidd y del bajista Travis Moore, y que continuarían como trío en el futuro previsible.
El 26 de marzo de 2022, el cantante Keaton Pierce murió a la edad de 31 años debido a complicaciones provocadas por una pancreatitis aguda.
Los dos miembros restantes de la banda, Mason Marble y Kenneth Downey, regresaron con el sencillo póstumo "Hopeless" el 6 de septiembre de 2023, en honor a Pierce después de más de un año de inactividad desde su fallecimiento. "Hopeless" presenta una de las últimas canciones grabadas por Pierce, con su amigo de la banda, Telle Smith de The Word Alive, ayudando a completar la interpretación vocal inacabada.
El 31 de enero de 2024, la banda anunció que su último álbum For Keeps, se lanzará el 8 de marzo. Marble explicó la decisión de poner fin a la banda, afirmando que "Too Close To Touch nunca habría existido sin Keaton y no existirá sin él en el futuro", y esperan preservar su legado con este lanzamiento póstumo. El álbum incluye 8 canciones, incluida "Hopeless", con la voz de Pierce procedente de una biblioteca de material inédito. Este anuncio se produjo junto con el lanzamiento del sencillo principal "Control".

## Estilo musical e influencias
La apariencia visual de la banda es tan importante para ellos como su música real. Al desarrollar su estética, la banda se ha inspirado en bandas independientes como The 1975, Walk the Moon y The Neighbourhood. Pero al mismo tiempo, la individualidad es igualmente importante para la banda.
Marble ha dicho sobre el sonido y la imagen de la banda: "Desde el primer día siempre hemos sido una banda en la que sabíamos lo que queríamos hacer. Siempre hemos escrito la música que queríamos escribir, sin ajustarnos nunca a un género específico. Decimos que no tenemos influencias. Definitivamente las tenemos. Simplemente es más significativo para nosotros escribir sin límites. No tuvimos que ajustarnos a ningún tipo de estilo. Escribimos la música que nos hace sentir algo".
Al escribir para AllMusic, James Christopher Monger describió a la banda como "un quinteto post-hardcore con una habilidad especial para infundir poder con melodía... que ofrece una mezcla explosiva de indie rock, cool y punk con energía emo pop en la línea de Sleeping with Sirens y The 1975". La banda ha perfeccionado sus habilidades en la carretera con rockeros de ideas afines, Emarosa y A Lot Like Birds".

## Miembros
| Miembros actuales - Mason Marble - Guitarra rítmica (2013-presente), bajo (2018-presente) - Kenneth Downey - Batería (2013-presente) Miembros de apoyo - Jesse Crofts - Guitarra principal (2023-presente) | Miembros anteriores - Thomas Kidd - Guitarra principal (2013-2018) - Travis Moore - Bajo (2013-2018) - Keaton Pierce - Voz principal (2013-2022; fallecido en 2022) |

## Discografía
Álbumes de estudio
- Nerve Endings (2015)
- Haven't Been Myself (2016)

EPs
- Too Close to Touch (2014)
- I'm Hard to Love, But So Are You, Vol. 1 (2019)
- I'm Hard to Love, But So Are You, Vol. 2 (2019)
- I'm Hard to Love, But So Are You, Vol. 3 (2019)
- I'm Hard to Love, But So Are You, Vol. 4 (2020)
- For Keeps (2024)

Apariciones
- Punk Goes Pop 7 – "In the Name of Love" (originalmente tocado por Martin Garrix y Bebe Rexha)
- Songs That Saved My Life – "Let It Be" (originalmente tocado por The Beatles)